# Versterkt Engels
Versterkt Engels, ook wel Fast Lane English genoemd, is in Nederland een onderwijsaanbod in het voorbereidend wetenschappelijk onderwijs waarbij veel aandacht aan de Engelse taal wordt besteed met als doel het volgen van een volledige Engelstalige vervolgopleiding te faciliteren, bijvoorbeeld aan een Engelse of Amerikaanse universiteit. Het aanbieden van dit onderwijs is voor de scholen een middel om zich te onderscheiden van andere scholen, ze hopen er extra scholieren mee te werven. Versterkt Engels gaat minder ver dan tweetalig onderwijs, het is soms wel een vervolg hierop in de bovenbouw.

## Uitwerking
De invulling van versterkt Engels verschilt per school. In de eerste drie jaar worden vijf uren Engelse les per week gegeven. Hiervan zijn drie uren normale Engelse lessen waarin de grammatica en de spelling wordt behandeld. De andere uren zijn 'extra' uren waarin verder wordt ingegaan op de geschiedenis van Engeland en de geschiedenis van de Engelse taal. Ook kan in deze 'extra' uren meer aandacht worden gegeven aan uitspraak en woordenschat. In deze lessen worden ook projecten voorbereid en worden mondelinge overhoringen afgenomen. Engels is tijdens de lessen de voertaal. In de tweede fase wordt vier uur Engels gegeven, dat is een uur extra ten opzichte van de normale studielast.
In de 4e of 5e klas wordt op sommige scholen een Cambridge University FCE-, CAE- of CPE-examen gedaan. Er kan dan een officieel Cambridge-diploma behaald worden. Voor afgestudeerden geeft dat gemakkelijker toegang tot een vervolgopleiding op Engelstalige universiteiten.